# Za sreću
Za sreću (rus. "За счастьем") - ruski film redatelja Jevgenija Bauera.

## Radnja
Zoja Verenskaja i Dmitrij Gzhatskij vole se 10 godina, ali Zoya ne želi naštetiti psihi svoje kćeri Lee, stoga ljubavnici još uvijek nisu zajedno. Jednog dana Zoja odlazi sa svojom kćeri u ljetovalište i tamo saznaje da i njezina kći voli Dmitrija.

## Uloge
- Nikolaj Radin
- Lidija Koreneva
- Taisija Borman
- Lev Kulešov
- N. Dennicina

## Vanjske poveznice
- Za sreću na Kino Poisk